# لمون گروو (فلوریدا)
لمون گروو (به انگلیسی: Lemon Grove) یک منطقهٔ مسکونی در ایالات متحده آمریکا است که در فلوریدا واقع شده‌است. لمون گروو ۶۵۷ نفر جمعیت دارد و ۳۸٫۱ متر بالاتر از سطح دریا واقع شده‌است.